# Ivo Levi
Ivo Levi (Ferrara, 14 marzo 1894 – Roma, 9 aprile 1966) è stato un generale italiano.

## Biografia
Entrò nel 1913 nella Scuola Militare di Modena, ora Accademia militare di Modena, prendendo parte alla Prima Guerra Mondiale, con il grado di sottotenente e tenente. Trasferito nell'Arma dei Carabinieri nel 1917, vi svolse servizio sino al 1938 quando anche lui fu colpito dalle leggi razziali. Rimasto sino allo scoppio della Seconda Guerra Mondiale in Libia, curò riservate indagini sulla morte di Italo Balbo su richiesta della famiglia. Rientrato in Italia nel 1943 riuscì a riparare in Svizzera sottraendosi così alla deportazione. Nel 1945 poco prima della fine delle ostilità fu reintegrato nell'Arma e promosso colonnello. Resse il comando delle Legioni Carabinieri di Milano e di Bolzano. Promosso generale di brigata, fu comandante della I Brigata Carabinieri (competente sulle legioni di Torino, Alessandria e Genova). Promosso Generale di Divisione, resse prima il comando della 3ª Divisione Carabinieri Ogaden e poi della 1ª Divisione Pastrengo (ora Comando interregionale carabinieri). Nel 1955 fu nominato Vice Comandante Generale, l'incarico più alto che un carabiniere poteva raggiungere all'epoca, poiché il Comandante Generale dell'Arma doveva necessariamente provenire, per espressa disposizione di legge, dalle file dell'Esercito. Cessò dal servizio nel 1958.
Morì a Roma il 9 aprile 1966.